# Lawrence Gowan
Pour les articles homonymes, voir Gowan.
 (décembre 2019).
Si vous disposez d'ouvrages ou d'articles de référence ou si vous connaissez des sites web de qualité traitant du thème abordé ici, merci de compléter l'article en donnant les références utiles à sa vérifiabilité et en les liant à la section « Notes et références ».
Lawrence Henry Gowan, né le 22 novembre 1956 à Glasgow en Écosse, (sa famille émigre à Scarborough à l'est de Toronto), est un chanteur canadien d'origine écossaise qui a évolué d'abord comme artiste solo puis en tant que chanteur et claviériste du groupe Styx. 

## Biographie
À l'âge de dix-neuf ans, il obtient un diplôme (« Associate of The Royal Conservatory of Music ») du Royal Conservatory of Music de Toronto en piano classique. À la suite de sa graduation en 1976, il se joint au groupe « Rheingold » qui obtient un certain succès sur le circuit des bars de Toronto et des environs.
Lorsque le groupe se sépare cinq ans plus tard, il commence une longue carrière solo sous le nom de scène de « Gowan » sans son prénom, en lançant l'album éponyme en 1982. Il obtient ses plus grands succès avec son album de 1985, Strange Animal, qui le révèle au public canadien avec les pièces A Criminal Mind, (You're a) Strange Animal et Cosmetics, on retrouve sur ce disque la section rythmique et le guitariste de Peter Gabriel, soit Tony Levin à la basse et au Chapman Stick, Jerry Marotta à la batterie et David Rhodes à la guitare. L'album suivant en 1987, Great Dirty World contient un autre succès, Moonlight Desires avec Jon Anderson de Yes aux chœurs.
En 1990 sort Lost Brotherhood, un album plus sombre, avec, entre autres musiciens, Alex Lifeson de Rush. Ce disque est moins bien reçu et ne possède qu'un seul succès mineur, le single All the Lovers in the World. Il réoriente quelque peu son style avec un album davantage basé sur les guitares ...But You Can Call Me Larry en 1993 sous son nom complet, qui lui permet un retour sur les palmarès canadiens avec When There's Time for Love, Soul's Road et Dancing on my Own Ground. Son dernier album solo original, The Good Catches Up, est lancé en 1995. Cet album créé l'occasion d'une tournée seul sur scène (Solo Live) qui permet la parution de deux albums live, l'un enregistré à Toronto (Solo live: No Kilt Tonight) et l'autre au Québec (Gowan au Québec) qui contient en outre des interventions en français et deux interprétations dans la langue de Molière, soit la pièce Pour un instant du groupe québécois Harmonium et une création originale, Stéphanie. Un album de ses succès, The Best of Gowan, suit en 1997. 
En 1998, alors qu'il assurait la première partie de leurs deux spectacles en sol québécois à Québec et Montréal, l'enthousiasme de la foule permet au groupe Styx de remarquer Gowan. À la suggestion de Kim Ouellette (webmestre de Tommy Shaw), il remplace le chanteur Dennis DeYoung sur scène lorsque ce dernier est incapable de participer à la tournée pour l'album Brave New World en 1999 pour cause de maladie. Par la suite, Gowan devient l'un des chanteurs permanents du groupe sur les albums studio du groupe, Cyclorama, en 2003, et Big Bang Theory, en 2005.
Le 26 mars 2010, pour fêter le 25e anniversaire de la sortie de l'album Strange Animal, Gowan sort un remaster de l'album intitulé Return of the Strange Animal qui vient en standard avec un CD et un DVD. L'édition limitée est autographiée. Le CD est l'album original remasterisé. Le DVD contient les clips vidéos des singles de l'album, deux nouvelles chansons, le making of de l'album de 1985 et des animations produites par Gowan lui-même.

## Discographie

### Solo
- 1982 Gowan
- 1985 Strange Animal - Avec les musiciens de Peter Gabriel: David Rhodes, Tony Levin et Jerry Marotta.
- 1987 Great Dirty World
- 1990 Lost Brotherhood
- 1993 ...but you can call me Larry
- 1995 The Good Catches Up
- 1996 Solo Live: No Kilt Tonight (Enregistrement en spectacle)
- 1997 Gowan au Québec (Enregistrement en spectacle plus deux nouvelles pièces studio)
- 1997 Healing Waters (single, hommage à la princesse Diana)
- 1997 Best of... (Compilation)
- 1998 Home Field (Compilation, parution exclusive à la Grande-Bretagne)
- 2010 Return Of The Strange Animal (Remastérisation de Strange Animal paru en 1985. Inclut un DVD)

### Styx
- 2000 : Arch Allies: Live at Riverport
- 2001 : Styx Yesterday & Today - Gowan sur 6 chansons.
- 2001 : Styx World: Live 2001
- 2002 : At the River's Edge: Live in St. Louis
- 2003 : 21st Century Live
- 2003 : Cyclorama
- 2004 : Come Sail Away – The Styx Anthology - Gowan sur One with Everything - 2 CD
- 2004 : Big Bang Theory
- 2006 : One with Everything: Styx and the Contemporary Youth Orchestra
- 2011 : Regenaration - 2 CD
- 2011 : The Grand Illusion / Pieces Of Eight Live
- 2015 : Live At The Orleans Arena Las Vegas
- 2017 : The Mission